# Freycinetia linearis
Freycinetia linearis är en enhjärtbladig växtart som beskrevs av Elmer Drew Merrill och Lily May Perry. Freycinetia linearis ingår i släktet Freycinetia och familjen Pandanaceae. Inga underarter finns listade.